# パスカスティジョ市

州内での位置

パス・カスティージョ市（パスカスティジョし、スペイン語 Municipio Paz Castillo）は、ベネズエラのミランダ州にある市である。市の名はベネズエラの詩人フェルナンド・パス・カスティージョにちなむ。市庁所在地はサンタルシア。面積408km2、人口8万3,976人。

## 地理
トゥイ川が作る盆地、トゥイ谷の北部に位置する。市域はトゥイ川に接しておらず、カラカスから流れ来る支流グアイレ川が市の真ん中を通って南に流れ下る。北、東、西は丘陵地である。
構成する区はサンタルシア区のみ。
- 川 - トゥイ川、グアイレ川

### 隣接する市
- ミランダ州 - アセベド市、インデペンデンシア市、エルアティジョ市、クリストバルロハス市、サモラ市、シモンボリバル市、スクレ市、プラサ市